# 扎布尔佳耶夫斯基农村居民点
扎布尔佳耶夫斯基农村居民点（俄语：Забурдяевское сельское поселение）是俄罗斯联邦伏尔加格勒州乌留平斯克区所属的一个农村居民点。其下辖有7个居民点，行政中心为扎布尔佳耶夫斯基。据2016年统计，该农村居民点的人口为391人。